# Xã Ward, Quận Burke, Bắc Dakota
Xã Ward (tiếng Anh: Ward Township) là một xã thuộc quận Burke, tiểu bang Bắc Dakota, Hoa Kỳ. Năm 2010, dân số của xã này là 52 người.